# 1953年香港市政局選舉
1953年香港市政局選舉於1953年5月20日舉行，由合資格選民（具有陪審員資格者）投票選出4位民選議員，得票首兩位任期兩年，次兩位任期一年。本屆選舉一共有八人參選。
香港市政局戰後首次民選在1952年5月30日舉行，因1952年選舉選出的議員任期只有一年，及政府增加兩席任期一年的議席，故在一年後又再次舉行選舉。此次選舉首次在九龍區設立投票站，位置為尖沙咀九廣鐵路局，即尖沙咀火車站，香港票站則設在金鐘美利兵房（即今中銀大廈）。此次選舉由西籍律師貝納祺知名律師、九龍巴士公司主席胡百全（名藝人黃夏蕙為其妾）、李有璇醫生及商人區達年當選，四人全是香港革新會成員，其中貝納祺為連任，而由九龍居民協會提名爭取連任的雷瑞德則落敗。故此在本次選舉中，貝納祺與胡百全任期為兩年，而李有璇及區達年任期為一年。

## 選舉結果
| 候選人 | 所得票數 |
| ------ | -------- |
| 貝納祺 | 2,100    |
| 雷瑞德 | 745      |
| 胡百全 | 1,746    |
| 李有璇 | 1,304    |
| 區達年 | 1,224    |
| 陳丕士 | 456      |
| 居禮孚 | 981      |
| 鍾士   | 390      |